# Joe Hahn
Joseph Hahn, noto anche come Mr. Hahn (Dallas, 15 marzo 1977), è un disc jockey e regista statunitense, famoso per essere il DJ del gruppo musicale alternative metal Linkin Park.

## Biografia

### Vita personale
Di origini coreane e ultimo di tre figli (ha due sorelle più grandi), è nato a Dallas (Texas) ma si trasferì ancora giovane con la famiglia a Glendale, in California.
Il 15 febbraio 2005 Hahn si sposò con Karen Benedit, da cui divorziò nel 2009. Hahn si risposò il 21 ottobre 2012 con Heidi Woan.

### Carriera
Divenne disc jockey ai tempi del liceo e studiò illustrazione all'Art Center College of Design a Pasadena. Al college incontrò Mike Shinoda, il quale lo invitò ad entrare nel suo gruppo, gli Xero (che diventeranno più tardi i Linkin Park).
Inizialmente Hahn avrebbe voluto specializzarsi nell'illustrazione, ma preferì a questa la realizzazione di effetti speciali televisivi. Questo gli permise di lavorare, oltre che in ambito musicale, nella realizzazione di effetti speciali per film come X-Files - Il film e Dune - Il destino dell'universo.
Hahn diresse la maggior parte dei videoclip dei Linkin Park, tra i quali quelli Numb, What I've Done, Somewhere I Belong, New Divide e Burn It Down. Diresse anche alcuni video di Story of the Year, Xzibit e Alkaline Trio. In un'intervista a MTV nel 2003, Hahn disse che il suo sogno sarebbe quello di dirigere un film. Inoltre fu il primo artista coreano/statunitense a ricevere un Grammy Award, quando nel 2002 i Linkin Park vinsero il Grammy Award alla miglior interpretazione hard rock con il brano Crawling.
Nel 2005 collabora con i Fort Minor (progetto parallelo fondato dal rapper dei Linkin Park Mike Shinoda) al brano Slip Out the Back. Nello stesso anno dirige The Seed un cortometraggio dalla durata di 12 minuti, co-diretto da Ken Mercado, mentre l'anno più tardi nel sobborgo della moda di Los Angeles, apre un piccolo negozio di abbigliamento di nome "SURU".
Il 2010 è un anno di cambiamento per i Linkin Park grazie alla pubblicazione di A Thousand Suns, quarto album in studio del gruppo statunitense che vede un'importante partecipazione di Hahn per quanto riguarda il grande utilizzo dell'elettronica. Nel 2014, nonostante l'abbandono da parte del gruppo delle sonorità elettroniche a cui egli aveva particolarmente contribuito, corona il suo sogno di regista dirigendo Mall, film che vede la partecipazione di Vincent D'Onofrio.

## Discografia

### Da solista
Colonne sonore
- 2014 – Mall (Music from the Motion Picture) (con Chester Bennington, Dave Farrell, Mike Shinoda e Alec Puro)
- 2022 – Blade of the 47 Ronin (Original Motion Picture Soundtrack) (con Alec Puro)

### Con i Linkin Park
- 2000 – Hybrid Theory
- 2003 – Meteora
- 2007 – Minutes to Midnight
- 2010 – A Thousand Suns
- 2012 – Living Things
- 2014 – The Hunting Party
- 2017 – One More Light
- 2024 – From Zero

### Collaborazioni
- 2002 – X-Ecutioners feat. Mike Shinoda and Mr. Hahn of Linkin Park – It's Goin' Down
- 2005 – Fort Minor feat. Mr. Hahn – Slip Out the Back[17]
- 2009 – Uncle Kracker feat. Mr. Hahn – Vegas Baby[18]

## Filmografia

### Cinema

#### Lungometraggi
- Mall (2014)

#### Cortometraggi
- The Seed (2005)

### Video musicali
- Linkin Park – Papercut (2001)
- Linkin Park – In the End (2001)
- Linkin Park – Cure for the Itch (2001)
- Static-X – Cold (2002)
- Xzibit – Symphony in X Major (2002)
- X-Ecutioners feat. Mike Shinoda & Joe Hahn – It's Goin' Down (2002)
- Linkin Park – Pts.of.Athrty (2002)
- Linkin Park – Kyur4 th Ich (2002)
- Linkin Park – Somewhere I Belong (2003)
- Linkin Park – Numb (2003)
- Story of the Year – Anthem of Our Dying Day (2004)
- Linkin Park – From the Inside (2004)
- Linkin Park – Breaking the Habit (2004)
- Alkaline Trio – Time to Waste (2005)
- Linkin Park – What I've Done (2007)
- Linkin Park – Bleed It Out (2007)
- Linkin Park – Shadow of the Day (2007)
- Linkin Park – Given Up (accreditato come Linkin Park) (2008)
- Linkin Park – Leave Out All the Rest (2008)
- Linkin Park – New Divide (2009)
- Linkin Park – The Catalyst (2010)
- Linkin Park – Waiting for the End (2010)
- Linkin Park – Burning in the Skies (2011)
- Linkin Park – Iridescent (2011)
- Linkin Park – Burn It Down (2012)
- Linkin Park & Steve Aoki – A Light That Never Comes (2013)
- Linkin Park – Until It's Gone (2014)
- Linkin Park – One More Light (2017)
- Steve Aoki feat. BTS – Waste It on Me (2018)
- Linkin Park – The Emptiness Machine (2024)
- Linkin Park – Over Each Other (2024)
- Linkin Park – Two Faced (2024)